# Autant d'amoureux que d'étoiles
Chansons représentant la France au Concours Eurovision de la chanson
Vivre
(1983) Femme dans ses rêves aussi
(1985)
Autant d'amoureux que d'étoiles est une chanson interprétée par la chanteuse française Annick Thoumazeau pour représenter la France au Concours Eurovision de la chanson 1984 qui se déroulait à Luxembourg.

## Thème
La chanson est une ballade dramatique dans laquelle l'interprète promet son dévouement sans fin pour son amant en remarquant qu'ils ne sont pas les seuls amoureux dans le monde et qu'il y a en fait « autant d'amoureux que d'étoiles au ciel ».

## Concours Eurovision de la chanson
Elle est intégralement interprétée en français, langue nationale, comme l'impose la règle entre 1976 et 1999. L'orchestre est dirigé par François Rauber.
Il s'agit de la troisième chanson interprétée lors de la soirée, après Sophie Carle qui représentait le Luxembourg avec 100 % d'amour et avant Bravo qui représentait l'Espagne avec Lady, Lady (en). À l'issue du vote, elle a obtenu 61 points, se classant 8e sur 19 chansons,.

## Liste des titres
| A1. | Autant d'amoureux que d'étoiles                                  | Charles Level | Vladimir Cosma | 3:15 |
| B1. | Stars (version instrumentale de Autant d'amoureux que d'étoiles) |               | Vladimir Cosma | 3:15 |

## Historique de sortie
| Pays   | Date | Format   | Label   |
| ------ | ---- | -------- | ------- |
| France | 1984 | 45 tours | Carrère |